# Yoanna House
Yoanna House, född 9 april 1980 i Jacksonville, Florida, är en amerikansk fotomodell och vinnare av dokusåpan America's Next Top Models andra säsong. House har efter sin medverkan i programmet fått många modellkontrakt med designers, bland andra Petro Zillia, Custo Barcelona, Sue Wong och John Sakalis.